# Rörsjön (Grimetons socken, Halland)
Rörsjön är en sjö i Varbergs kommun i Halland och ingår i Ätran-Himleåns kustområde. Sjön är 11 meter djup, har en yta på 0,213 kvadratkilometer och befinner sig 74 meter över havet.

## Delavrinningsområde
Rörsjön ingår i det delavrinningsområde (633569-130078) som SMHI kallar för Utloppet av Rörsjön. Medelhöjden är 103 meter över havet och ytan är 1,21 kvadratkilometer. Räknas de 2 avrinningsområdena uppströms in blir den ackumulerade arean 1,86 kvadratkilometer. Vattendraget som avvattnar avrinningsområdet har biflödesordning 2, vilket innebär att vattnet flödar genom totalt 2 vattendrag innan det når havet efter 21 kilometer. Avrinningsområdet består mestadels av skog (83 %). Avrinningsområdet har 0,21 kvadratkilometer vattenytor vilket ger det en sjöprocent på 17,4 %.